# Jacek Jania
Jacek Adam Jania – polski geograf i geomorfolog, specjalista z zakresu teledetekcji, badacz lodowców i środowiska obszarów polarnych; nauczyciel akademicki na Uniwersytecie Śląskim, Dziekan Wydziału Nauk o Ziemi w latach 1993–1996 i w latach 2002–2008 oraz Prorektor ds. Nauki i Współpracy Krajowej i z Zagranicą w latach 1996–1999, od 2005 roku kieruje Katedrą Geomorfologii na Wydziale Nauk o Ziemi.
Prowadził badania glacjologii i geomorfologiczne na Spitsbergenie, Islandii i na Alasce, a także w Tatrach i na terenie północnej Polski; uczestnik ponad 30 wypraw na Spitsbergen.

## Książki
Jacek Jania wydał trzy książki: Zrozumieć Lodowce (1985), Dynamiczne procesy glacjalne na południowym Spitsbergenie: (w świetle badań fotointerpretacyjnych i fotogrametrycznych) (1988) i Glacjologia: nauka o lodowcach (1993).